# Жоржињо (фудбалер, 1964)
Хорхе де Аморим Кампос (порт. Jorge de Amorim Campos; 17. август 1964), познатији као Жоржињо (порт. Jorginho) бивши је бразилски фудбалер.

## Каријера
Током каријере је играо за Фламенго, Бајер Леверкузен, Бајерн Минхен и многе друге клубове.

## Репрезентација
За репрезентацију Бразила дебитовао је 1987. године. Наступао је на два Светска првенства (1990. и 1994) с бразилском селекцијом. За тај тим је одиграо 64 утакмице и постигао 3 гола.

## Статистика
| Бразил | Бразил  | Бразил |
| Година | Наступи | Голови |
| ------ | ------- | ------ |
| 1987.  | 1       | 1      |
| 1988.  | 7       | 1      |
| 1989.  | 10      | 0      |
| 1990.  | 7       | 0      |
| 1991.  | 1       | 0      |
| 1992.  | 2       | 1      |
| 1993.  | 13      | 0      |
| 1994.  | 12      | 0      |
| 1995.  | 11      | 0      |
| Укупно | 64      | 3      |